# ピエトロ・グラデニーゴ

ピエトロ・グラデニーゴの紋章

ピエトロ・グラデニーゴ（Pietro Gradenigo、1252年 - 1311年）は、ヴェネツィア共和国の第49代ドージェ（元首）。（在任:1289年 - 1311年） 共和国に貴族制度を導入して、寡頭政の基礎を打ち立てた事で知られる。
13世紀のヴェネツィアでは、民主政が形骸化してダンドロ家やティエポロ家、モロシーニ家といった名門から元首や議員が選ばれる事が多くなり、金銭が絡む不正や衆愚政治的な動きによって政治が左右される事が多くなった。グラデニーゴは元首就任後、腐敗した制度の改革に当たる事になった。
1297年、グラデニーゴは政治改革案を提案した。
- 「大評議会」の議員の定数を100から500に増やす。
- 議員を終身制にして身分を保障して、25歳以上の嫡男は自動的に議席を得るものとする。
- その代わり、納税や兵役の義務を優先して課されるものとする。

この提案は受け入れられ、共和国であるヴェネツィアに中産階級以上で構成される事実上の「貴族」身分が生まれる事になった。だが、これによってグラデニーゴは議員の大幅な増員によって発言力を抑えられた上流階層と事実上政治から排除される事になった下層民衆の双方から激しい恨みを買う事になる。
グラデニーゴはジェノヴァやフェラーラとの戦いに勝利して勢力拡大に努めた。だが、ローマ教皇がこのヴェネツィアの台頭に危機感を強めると、反対派はこれを機にグラデニーゴの失脚を画策するようになる。
1310年6月15日、3代前の元首ロレンツォ・ティエポロの孫・バイアモンテ・ティエポロを中心とするクーデターが勃発する。だが、事前にこれを察知したグラデニーゴの対応によってその日のうちにクーデターは失敗に終わった。グラデニーゴはこれを機に「十人委員会」と称される一種の秘密警察を設置する。これによって政府が貴族や民衆を厳しく監視する体制を整え、後に大評議会をも上回る権力を得るようになるのである。
だが、その翌年グラデニーゴは急死する。一説には反対派による毒殺であったとも言われている。
グラデニーゴの改革は今日的には「反動」とも取れる面もある。だが、これによってヴェネツィアがルネサンス期にイタリアで繰り広げられた激しい都市国家間の抗争において生き抜いていくための政治的基盤を確保したのもまた事実である。